# Ergo Reiseversicherung
Die Ergo Reiseversicherung AG (ehemals ERV – Europäische Reiseversicherung AG) ist ein internationales Unternehmen mit Hauptsitz in München. Sie ist ein Tochterunternehmen der Ergo Group AG mit Sitz in Düsseldorf. Im Touristik-Bereich kooperiert sie mit Reiseunternehmen wie DER Touristik, TUI und Deutsche Bahn. Sie verkauft Reiseschutz-Produkte wie Reiserücktritts- und Reisekrankenversicherungen sowie Reiseversicherungspakete.

## Geschichte

Logo der ERV bis 2019

Max von Engel gründete 1907 unter Beteiligung der Münchener Rück in Budapest die Europäische Güter- und Reisegepäckversicherungs-AG. Hauptgeschäftszweck war die Reisegepäck-Versicherung. Im gleichen Jahr erfolgte die Einrichtung einer Zweigniederlassung in Berlin, 1919 dann die Umwandlung der Zweigniederlassung in ein eigenständiges Versicherungsunternehmen in Deutschland.
Im Jahr 1974 erfolgte die Umbenennung der Gesellschaft in Europäische Reiseversicherung AG.
Im Jahr 1989/90 übernahm die ERV die Touristik Assekuranz Service GmbH (TAS) und gründete die Mercur Assistance AG Holding, die Notrufzentrale der ERV.
Ab 1994 erfolgte sukzessive der Aufbau eines eigenen, internationalen Netzwerkes von Tochter- und Beteiligungsgesellschaften und Auslandsniederlassungen.
Im Mai 2006 wurde die ERV als bester Finanzdienstleister Deutschlands ausgezeichnet, im November des gleichen Jahres erhielt die ERV den Innovationspreis der Deutschen Tourismuswirtschaft.
Am 1. Januar 2009 wechselte die ERV innerhalb der Münchener Rück zur Ergo Versicherungsgruppe. Mit dieser Integration erfolgte der Aufbau eines Kompetenzzentrums „Reise“ innerhalb der Ergo-Gruppe.
Im Mai 2019 wurde die ERV in Ergo Reiseversicherung umfirmiert und damit das Geschäftsfeld Reise national und international in den Ergo-Markenauftritt integriert.

## Schwerpunkte
Die Schwerpunkte der Ergo Reiseversicherung liegen auf Reiseschutz-Produkten für Privat- und Geschäftsreisende. Im Heimatmarkt Deutschland gehört die Ergo Reiseversicherung zu den Marktführern.
Zu den Unternehmen gehören folgende Tochtergesellschaften, Beteiligungen und Niederlassungen:
| Unternehmen                                             | Sitz              | Anteil  |
| ------------------------------------------------------- | ----------------- | ------- |
| European Assistance Holding GmbH                        | München           | 100 %   |
| TAS Assekuranz Service GmbH i.L.                        | Frankfurt am Main | 100 %   |
| TAS Touristik Assekuranz-Service GmbH                   | Frankfurt am Main | 100 %   |
| Ergo (China) Consulting Ltd.                            | Peking            | 100 %   |
| ERV Evropská Cestovní Pojišťovna A.S.                   | Prag              | 90 %    |
| ERV Services                                            | London            | 100 %   |
| ERV Sigorta Aracilik Hizmetleri ve Danismanlik Ltd.Sti. | Istanbul          | 100 %   |
| Etics, s.r.o.                                           | Prag              | 100 %   |
| Euro-Center (Cyprus) Ltd.                               | Larnaca           | 100 %   |
| Euro-Center (Thailand) Co. Ltd.                         | Bangkok           | 100 %   |
| Euro-Center Cape Town (Pty.) Ltd.                       | Kapstadt          | 100 %   |
| Euro-Center Holding North Asia (HK) Pte. Ltd.           | Hongkong          | 100 %   |
| Euro-Center Holding SE                                  | Prag              | 83,33 % |
| Euro-Center Ltda.                                       | São Paulo         | 100 %   |
| Euro-Center North Asia Consulting Services Co. Ltd.     | Peking            | 100 %   |
| Euro-Center Prague, s.r.o.                              | Prag              | 100 &   |
| Euro-Center SA                                          | Palma de Mallorca | 100 %   |
| Euro-Center USA, Inc.                                   | New York City     | 100 %   |
| Euro-Center Yerel Yardim Hizmetleri Ltd. Sti.           | Istanbul          | 100 %   |
| Europæiske Rejseforsikring A/S                          | Kopenhagen        | 100 %   |
| Európai Utazási Biztosító Rt.                           | Budapest          | 26 %    |
| Europäische Reiseversicherungs-AG                       | Wien              | 25,01 % |
| JSC „ERV Travel Insurance“                              | Moskau            | 100 %   |
| Sydney Euro-Center Pty. Ltd.                            | Sydney            | 100 %   |
| Triple IP B.V.                                          | Culemborg         | 100 %   |